# Долгоп'ятов Олександр Тимофійович
Олександр Тимофійович Долгоп'ятов (нар. 1934 — ?) — український радянський діяч, секретар Закарпатського обласного комітету КПУ.

## Життєпис
Освіта вища. Член КПРС.
20 грудня 1975 — 10 грудня 1988 року — секретар Закарпатського обласного комітету КПУ з питань промисловості.
24 листопада 1988 — 1990 року — заступник голови виконавчого комітету Закарпатської обласної ради депутатів трудящих.
Подальша доля невідома.

## Нагороди
- орден «Знак Пошани»
- ордени
- медалі